# ساربان، سالیان
ساربان (به ترکی آذربایجانی: Sarvan) یک منطقهٔ مسکونی در جمهوری آذربایجان است که در شهرستان سالیان واقع شده‌است. ساربان ۲٬۵۰۸ نفر جمعیت دارد.